# Georges Pelletier (médecin)
Pour les articles homonymes, voir Georges Pelletier et Pelletier (homonymie).
Georges Pelletier est un médecin, chercheur et professeur québécois né en 1939 et mort le 16 janvier 2022 à Québec. Il s'est distingué notamment pas ses travaux en neuroendocrinologie.

## Honneurs
- 2011 - Professeur émérite de l'Université Laval[2]
- 1999 - Médaille McLaughlin[3]
- 1992 - Professeur honoraire de la Norman Bethune University of Medical Sciences de Changchun[2]
- 1986 - Doctorat honorifique de l'Université de Rouen[2]
- 1983 - Membre de la Société royale du Canada[4]